# Omniturm
L'Omniturm è un grattacielo utilizzato per ospitare uffici e ad uso residenziali alto 190 metri a Große Gallusstraße 16-18 nel centro di Francoforte sul Meno, in Germania. L'edificio è stato progettato dallo studio Bjarke Ingels Group.